# Night of the Ghouls
Pour plus de détails, voir Fiche technique et Distribution.
Night of the Ghouls est un film américain réalisé par Ed Wood, sorti en 1959.

## Synopsis
Un médium du nom de Docteur Acula fait des séances de spiritisme pour le compte des familles riches faisant appel à ses services pour communiquer avec leurs défunts...

## Fiche technique
- Titre : Night of the Ghouls
- Réalisation : Ed Wood
- Scénario : Ed Wood
- Production : J.M. A., Walter Brannon, Anthony Cardoza, Gordon Chesson, J.C. Foxworthy, Paul Marco, Tom Mason, Marg. Usher et Ed Wood
- Photographie : William C. Thompson
- Montage : Ed Wood
- Pays de production : États-Unis
- Format : Noir et Blanc - 1,85:1 - Mono
- Genre : Horreur
- Durée : 69 minutes
- Dates de sortie : 1959

## Distribution
- Kenne Duncan : Dr. Acula
- Duke Moore : Lieutenant de police Daniel Bradford
- Tor Johnson : Lobo
- Valda Hansen : Le fantôme blanc
- Johnny Carpenter : Capitaine de police Robbins
- Paul Marco : Officier Kelton
- Don Nagel : Crandel
- Bud Osborne :  Darmoor
- Tom Mason : Foster Ghost

## Autour du film
- Totalement ruiné par l'échec de Plan 9 from outer space, Ed Wood ne put jamais se payer le développement de ce film, qui ne sera effectif que 20 ans plus tard, c'est-à-dire 5 ans après sa mort.
- Dans ce film, Ed Wood a inséré des séquences de certains de ses projets n'ayant jamais abouti ainsi que des stock-shots de films sur la prévention routière[1]. On peut donc voir des scènes n'ayant aucun rapport avec l'histoire.